# Campionato mondiale di canoa polo 2006
Il VII Campionato mondiale di canoa polo si è tenuto a Amsterdam dal 9 al 13 agosto 2006. Il torneo è stato vinto dalla Francia nelle categorie maschile senior e maschile under 21, dalla Germania nella categoria femminile senior.

## Classifica finale maschile senior
| Pos. | Squadra     |
| ---- | ----------- |
|      | Francia     |
|      | Italia      |
|      | Paesi Bassi |
| 4    | Germania    |
| 5    | Regno Unito |
| 6    | Australia   |

## Classifica finale femminile senior
| Pos. | Squadra       |
| ---- | ------------- |
|      | Germania      |
|      | Nuova Zelanda |
|      | Paesi Bassi   |
| 4    | Francia       |
| 5    | Regno Unito   |
| 6    | Australia     |

## Classifica finale maschile under 21
| Pos. | Squadra     |
| ---- | ----------- |
|      | Francia     |
|      | Paesi Bassi |
|      | Spagna      |
| 4    | Regno Unito |
| 5    | Germania    |
| 6    | Polonia     |

## Medagliere
| Squadra       |   |   |   | Tot. |
| ------------- | - | - | - | ---- |
| Francia       | 2 | 0 | 0 | 2    |
| Germania      | 1 | 0 | 0 | 1    |
| Paesi Bassi   | 0 | 1 | 2 | 3    |
| Italia        | 0 | 1 | 0 | 1    |
| Nuova Zelanda | 0 | 1 | 0 | 1    |
| Spagna        | 0 | 0 | 1 | 1    |

## Formula
Il torneo maschile senior ha visto la partecipazione di 23 nazioni, suddivise in 4 gironi (3 da 6 squadre e 1 da 5 squadre) all'italiana con partite di sola andata. Al termine della prima fase le prime tre classificate di ogni girone hanno avuto accesso ai gironi per le medaglie (2 gironi all'italiana da 6 squadre), mentre le altre partecipanti sono state raggruppate in gironi di consolazione per l'attribuzione delle posizioni inferiori.
Le classifiche dei gironi di seconda fase hanno determinato le sfide incrociate per le posizioni dalla prima alla dodicesima. Formule analoghe sono state disposte per il torneo femminile, che vedeva al via 20 rappresentative nazionali e per il torneo riservato alle squadre giovanili.